# Henriette d'Angeville
Henriette d'Angeville (Semur-en-Auxois, 10 de marzo de 1794-Lausana, 13 de enero de 1871) fue la segunda mujer en coronar el Mont Blanc.

## Biografía
Henriette d'Angeville era hija de una familia de aristócratas franceses que se instalaron en Bugey, en la región del Ródano-Alpes, después de la Revolución francesa, cuando su padre fue encarcelado y su abuelo ejecutado. Después de la muerte de su padre, d'Angeville se instaló a Ginebra. Gran forofa de andar, durante mucho tiempo había deseado escalar el Mont Blanc, gesta que consiguió en 1838 y que la convirtió en la primera mujer en coronar la cumbre más alta de Europa occidental desde que Marie Paradis hizo lo mismo exactamente 30 años antes.
D´Angeville continuó escalando durante veinticinco años, repitiendo la cumbre de Mont Blanc y coronando 21 cumbres más. Llevó a cabo su última expedición alpina cuando tenía 65 años, en el Oldenhorn (macizo de los Diablerets). En sus últimos años también se interesó por la espeleología, y fundó un museo de mineralogía en Lausana, donde murió en 1871.

## La expedición al Mont Blanc
D'Angeville participó en una expedición que coronó el Mont Blanc el 3 de septiembre de 1838, acompañada por Joseph-Marie Couttet, cinco guías y seis portadores. Durante la expedición, d'Angeville se mostró fuerte y ágil, sobre todo en la escalada en roca, donde progresaba al mismo ritmo que el resto de compañeros, a pesar de sufrir palpitaciones y acusar los efectos de la altura. Una vez coronada la cumbre, se brindó con champán y se liberaron palomas para anunciar la gesta. El regreso del grupo a Chamonix causó gran sensación. Su llegada fue anunciada con salvas de cañón e incluso fue recibida en los Grands Mulets por una expedición inglesa y por un noble polaco, quién le envió una nota a su tienda.
Las celebraciones del día siguiente incluyeron una invitada especial a petición de d'Angeville: Marie Paradis, la primera mujer en coronar el Mont Blanc, que entonces contaba 60 años.

## ElCarné Vert
D'Angeville relató su experiencia en un cuaderno de viaje, el Carné Vert, escrito por ella misma en 1839 e ilustrado por artistas contemporáneos como Jule Hébert (1812-1897), Henri Deville o Sain, a partir de sus esbozos e indicaciones. El libro nunca se editó, y los dibujos que lo ilustraban se dispersaron. Los únicos datos que se conservan de esta obra son las que provienen de antiguos testigos de su familia. No obstante, el documento se publicó en la Revue Alpine de los meses de marzo-abril de 1900 y se hizo una tirada de unos 40 ejemplares, titulados Le Carné Vert de Melle d'Angeville.
En 2007, el Consejo General del Alta Saboya compró dieciocho de estos dibujos, hechos a lápiz, a sepia o a acuarela, que ilustran varias etapas de la expedición. Tienen un gran valor histórico y etnográfico, en tanto que narran un hito deportivo, pero también ilustran la hazaña de una mujer en un campo no considerado propio de su género. Uno de estos dibujos muestra Henriette d'Angeville vistiendo un abrigo de cuadros y un gran sombrero.

## Reconocimiento
- Se considea a d'Angeville como la primera mujer en coronar el Mont Blanc sin apoyos, ya que su precursora, Marie Paradis, en su narración de la escalada reconoce que fue parcialmente ayudada por los guías en su ascenso.[8]
- D'Angeville da nombre a una calle de Hauteville-Lompnès, cerca del castillo de Angeville, que la familia adquirió en 1657 y que fue heredado por el hermano de la escaladora.[9]
- La escritora Harriet Beecher Stowe —que había viajado por los Alpes y había conocido tanto a Paradis como a d'Angeville— la menciona en su obra Sunny memories of foreign lands.[10]